# Krajnya-rika
A Krajnya-rika (más néven Kis-Sopurka, ukránul: Мала Шопурка [Mala Sopurka] vagy Крайня Ріка [Krajnya Rika]) patak Kárpátalján, a Sopurka jobb oldali forrásága. Hossza 28 km, vízgyűjtő területe 121 km². Esése 39 ‰.
Gyertyánligeten egyesül a Szerednya-rikával (Nagy-Sopurka).

## Települések a folyó mentén
- Gyertyánliget (Кобилецька Поляна)